# Ліз Гольо-Легран
Ліз Легран (фр. Lise Legrand, до шлюбу Гольо (фр. Golliot); нар. 4 вересня 1976, Булонь-сюр-Мер) — французька борчиня вільного стилю, дворазова чемпіонка, срібна та бронзова призерка чемпіонатів світу, чотириразова чемпіонка, дворазова срібна та чотириразова бронзова призерка чемпіонатів Європи, срібна призерка Кубку світу, бронзова призерка Олімпійських ігор. Дружина французького борця вільного стилю, учасника літніх Олімпійських ігор 1996 року Девіда Леграна.

## Біографія
Боротьбою почала займатися з 1984 року. Тренер Крістіан Голліот. Була чемпіонкою світу 1993 року серед юніорів. Виступала за клуб Entente lutte club d'Opale з Булонь-сюр-Мер.
Після завершення спортивної кар'єри займає посаду віцепрезидентки французької федерації боротьби.

## Спортивні результати на міжнародних змаганнях

### Виступи на Олімпіадах
| Змагання                    | Збірна  | Вагова категорія          | Місце  |
| --------------------------- | ------- | ------------------------- | ------ |
| Літні Олімпійські ігри 2004 | Франція | жіноча боротьба, до 63 кг | Бронза |
| Літні Олімпійські ігри 2008 | Франція | жіноча боротьба, до 63 кг | 5      |

### Виступи на Чемпіонатах світу
| Змагання                        | Збірна  | Вагова категорія          | Місце  |
| ------------------------------- | ------- | ------------------------- | ------ |
| Чемпіонат світу з боротьби 1995 | Франція | жіноча боротьба, до 70 кг | Золото |
| Чемпіонат світу з боротьби 1996 | Франція | жіноча боротьба, до 70 кг | Бронза |
| Чемпіонат світу з боротьби 1997 | Франція | жіноча боротьба, до 62 кг | Золото |
| Чемпіонат світу з боротьби 1998 | Франція | жіноча боротьба, до 62 кг | 5      |
| Чемпіонат світу з боротьби 1999 | Франція | жіноча боротьба, до 68 кг | 10     |
| Чемпіонат світу з боротьби 2000 | Франція | жіноча боротьба, до 68 кг | 5      |
| Чемпіонат світу з боротьби 2002 | Франція | жіноча боротьба, до 67 кг | Срібло |
| Чемпіонат світу з боротьби 2003 | Франція | жіноча боротьба, до 63 кг | 16     |
| Чемпіонат світу з боротьби 2007 | Франція | жіноча боротьба, до 63 кг | 5      |
| Чемпіонат світу з боротьби 2008 | Франція | жіноча боротьба, до 67 кг | 10     |

### Виступи на Чемпіонатах Європи
| Змагання                         | Збірна  | Вагова категорія          | Місце  |
| -------------------------------- | ------- | ------------------------- | ------ |
| Чемпіонат Європи з боротьби 1996 | Франція | жіноча боротьба, до 70 кг | Бронза |
| Чемпіонат Європи з боротьби 1997 | Франція | жіноча боротьба, до 62 кг | Бронза |
| Чемпіонат Європи з боротьби 1998 | Франція | жіноча боротьба, до 62 кг | 4      |
| Чемпіонат Європи з боротьби 1999 | Франція | жіноча боротьба, до 68 кг | Золото |
| Чемпіонат Європи з боротьби 2000 | Франція | жіноча боротьба, до 68 кг | Золото |
| Чемпіонат Європи з боротьби 2001 | Франція | жіноча боротьба, до 68 кг | Срібло |
| Чемпіонат Європи з боротьби 2002 | Франція | жіноча боротьба, до 67 кг | Золото |
| Чемпіонат Європи з боротьби 2003 | Франція | жіноча боротьба, до 67 кг | Золото |
| Чемпіонат Європи з боротьби 2004 | Франція | жіноча боротьба, до 67 кг | Срібло |
| Чемпіонат Європи з боротьби 2005 | Франція | жіноча боротьба, до 67 кг | Бронза |
| Чемпіонат Європи з боротьби 2006 | Франція | жіноча боротьба, до 67 кг | 8      |
| Чемпіонат Європи з боротьби 2007 | Франція | жіноча боротьба, до 63 кг | 5      |
| Чемпіонат Європи з боротьби 2008 | Франція | жіноча боротьба, до 67 кг | Бронза |

### Виступи на Кубках світу
| Змагання                    | Збірна  | Вагова категорія          | Місце  |
| --------------------------- | ------- | ------------------------- | ------ |
| Кубок світу з боротьби 2001 | Франція | жіноча боротьба, до 68 кг | 5      |
| Кубок світу з боротьби 2005 | Франція | жіноча боротьба, до 67 кг | Срібло |

### Виступи на інших змаганнях
| Змагання                                                     | Збірна  | Вагова категорія          | Місце  |
| ------------------------------------------------------------ | ------- | ------------------------- | ------ |
| Austrian Ladies Open 1997                                    | Франція | жіноча боротьба, до 62 кг | Золото |
| Austrian Ladies Open 2001                                    | Франція | жіноча боротьба, до 68 кг | Золото |
| Середземноморські ігри 2001                                  | Франція | жіноча боротьба, до 68 кг | Золото |
| Manitoba Open 2002                                           | Франція | жіноча боротьба, до 67 кг | Золото |
| Austrian Ladies Open 2002                                    | Франція | жіноча боротьба, до 67 кг | Срібло |
| Austrian Ladies Open 2003                                    | Франція | жіноча боротьба, до 67 кг | Золото |
| Тестовий турнір FILA 2004                                    | Франція | жіноча боротьба, до 63 кг | 11     |
| Олімпійський кваліфікаційний турнір з боротьби 2004 (Туніс)  | Франція | жіноча боротьба, до 63 кг | 5      |
| Олімпійський кваліфікаційний турнір з боротьби 2004 (Мадрид) | Франція | жіноча боротьба, до 63 кг | Золото |
| Austrian Ladies Open 2004                                    | Франція | жіноча боротьба, до 63 кг | Золото |
| Klippan Lady Open 2007                                       | Франція | жіноча боротьба, до 63 кг | 5      |
| Austrian Ladies Open 2007                                    | Франція | жіноча боротьба, до 63 кг | Бронза |
| Austrian Ladies Open 2008                                    | Франція | жіноча боротьба, до 67 кг | Золото |

### Виступи на змаганнях молодших вікових груп
| Змагання                                      | Збірна  | Вагова категорія          | Місце  |
| --------------------------------------------- | ------- | ------------------------- | ------ |
| Чемпіонат світу з боротьби серед юніорів 1993 | Франція | жіноча боротьба, до 60 кг | Золото |